# Nomadland
Nomadland (prt: Nomadland - Sobreviver na América; bra: Nomadland) é um filme americano de 2020, do gênero drama, escrito e dirigido por Chloé Zhao. Estrelado por Frances McDormand, David Strathairn, Linda May e Charlene Swankie, teve sua estreia mundial em 11 de setembro de 2020, no Festival de Cinema de Veneza. 
O filme foi elogiado por sua direção, roteiro, edição, cinematografia e atuações, principalmente de McDormand. Na 93.ª edição do Oscar, ganhou as categorias de Melhor Filme, Melhor Direção e Melhor Atriz (McDormand), de um total de seis indicações; Zhao se tornou a segunda mulher (e primeira asiática) a ganhar a categoria de direção, enquanto McDormand se tornou a primeira pessoa a ganhar o Oscar tanto como produtora quanto como atriz pelo mesmo filme. A obra também venceu Melhor Filme - Drama e Melhor Diretor no 78.º Globo de Ouro; quatro prêmios, incluindo Melhor Filme, no BAFTA 2021,  e quatro prêmios, incluindo Melhor Filme, nos Prêmios Independent Spirit 2021.

## Sinopse
Após o colapso econômico de uma cidade empresarial na zona rural de Nevada, Fern (Frances McDormand) faz as malas com sua van e parte na estrada explorando uma vida fora da sociedade convencional como uma nômade moderna.

## Elenco
- Frances McDormand como Fern
- David Strathairn
- Linda May
- Charlene Swankie
- Bob Wells

## Produção
Em fevereiro de 2019, foi anunciado que Frances McDormand, David Strathairn, Linda May e Charlene Swankie se juntaram ao elenco do filme, com Chloé Zhao dirigindo um roteiro que escreveu baseado no livro Nomadland: Surviving America in the Twenty-First Century de Jessica Bruder. Frances McDormand, Peter Spears, Mollye Asher, Dan Janvey e Zhao produziram o filme, e a Searchlight Pictures ficou responsável pela distribuição.

## Lançamento
O filme teve sua estreia mundial no Festival de Cinema de Veneza e no Festival Internacional de Cinema de Toronto em 11 de setembro de 2020. Foi lançado em 4 de dezembro de 2020.

## Recepção
No agregador de resenhas Rotten Tomatoes, o filme detém uma taxa de aprovação de 94% com base em 388 resenhas, com uma classificação média de 8,8/10. O consenso dos críticos do site diz: "Um estudo poético de personagens sobre os esquecidos e oprimidos, Nomadland capta lindamente a inquietação deixada na esteira da Grande Recessão." No Metacritic, tem uma pontuação média ponderada de 93 de 100, com base em 50 críticos, indicando "aclamação universal".